# Bouscarle du Cameroun
Bradypterus bangwaensis
Espèce
Statut de conservation UICN

 LC  : Préoccupation mineure
La Bouscarle du Cameroun (Bradypterus bangwaensis) est une espèce d'oiseaux de la famille des Locustellidae.

## Répartition
Cet oiseau peuple les forêts des hauts plateaux camerounais.

## Étmologie
L'épithète spécifique bangwaensis rappelle la région de sa découverte au Cameroun par Gustav Conrau à la fin du XIXe siècle.

## Habitat
Son habitat naturel est les montagnes humides tropicales et subtropicales et les zones de broussailles de haute altitude.
Elle est menacée par la perte de son habitat consécutive à la déforestation.